# Mozilla Firefox Mobile
Mozilla Firefox Mobile ist ein freier Webbrowser des Mozilla-Projekts für mobile Endgeräte wie etwa Smartphones oder Tablets mit Android oder iOS. Seit Beginn wurden PDAs, Mobiltelefone oder MIDs unterstützt.
Der Codename für Firefox Mobile (in der breiten Endnutzeranwendung) ist seit einem Technologiesprung auf Firefox Mobile für Android 79 im August 2020 Fenix; bis dahin lautete der Codename Fennec, die englische und französische Bezeichnung für den Wüstenfuchs Fennek. Firefox Mobile für Maemo 1.0 Beta 5 war 2009 die erste Version des Browsers, die den offiziellen Namen und das Firefox-Logo trug.

## Funktionalität
Firefox Mobile wird auf der Grundlage von Mozilla Firefox entwickelt, besitzt jedoch eine eigene Benutzeroberfläche. Diese ist sowohl an die speziellen Fähigkeiten (zum Beispiel Touchscreens) als auch an die Einschränkungen (kleine Bildschirme) dieser Geräteklasse angepasst.
Firefox Mobile bietet Funktionen wie Schutz vor Aktivitätenverfolgung, Tabs, Touchscreen-Gesten, Pop-up-Blocker und einen Passwort-Manager. Der Umfang kann mit Add-ons erweitert werden.
Durch die Firefox-Sync-Funktion wird das Synchronisieren von Browsing-Verläufen, Passwörtern und Tabs unter verschiedenen Firefox-Installationen ermöglicht. Durch das Private Browsing kann man eine Website mit Schutz vor Aktivitätenverfolgung in einem privaten Tab öffnen, das das Speichern von Cookies, Browsing-History und Formulardaten verhindert. Es gibt eine Funktion zum Speichern von Websites, damit man diese auch offline anschauen kann.
Ab Version 60 kann wie beim Desktop-Firefox die Funktion DNS over HTTPS in about:config aktiviert werden.

## Aktuelle Plattformen

### Android
Eine Version für Android ist seit der am 29. März 2011 veröffentlichten Version 4.0 von Firefox Mobile erhältlich. Mit Version 14 wurde die XUL-Oberfläche durch eine native Android-Oberfläche ersetzt, um Speicherbedarf und Ladezeit zu verringern. Mit Version 31 endet zugleich die Unterstützung für Android 2.2. Die App existiert sowohl im Google Play Store, als auch in F-Droid. Die F-Droid-Version wird jedoch vom F-Droid-Team selbst gebaut und ist nicht komplett identisch, da sie die App ohne die proprietären Google-Play-Dienste bauen.
Ende Februar 2019 wurden Pläne bekannt, den Webbrowser für Android mit der alten „Fennec“-Technologie ab 2020 einzustellen und durch das neue Firefox-Projekt mit dem Codenamen „Fenix“ zu ersetzen. Fenix wurde seit Dezember 2018 durch die Mozilla Foundation entwickelt. Im Gegensatz zu Firefox-„Fennec“ für Android-Betriebssysteme wird „Fenix“ in der Programmiersprache Kotlin entwickelt und möchte unter dem Motto „Fenix is not your parent's Android browser“ (übersetzt: „Fenix ist nicht der Android Webbrowser deiner Eltern“) den Firefox-Webbrowser für Android grundlegend verändern. Im Google Play Store wurde Fenix zunächst unter dem Namen „Firefox Preview“ angeboten. Ab August 2020 wurde die auf „Fenix“ basierende Version mit der Nummer 79 und dem Namen „Firefox Daylight“ dann breit verteilt. Die Unterstützung für die alte Fennec-Technologie endete im September 2020 („end of life“).

### iOS
Seit 10. November 2016 ist Firefox Mobile im iTunes Store verfügbar. Ab iOS-Version 8.2 ist es auf mobilen Apple-Geräten lauffähig. Bereits seit der Veröffentlichung wird die Firefox Sync-Funktion unterstützt. Großer Wert wird von Mozilla auf Komfort und schnelle, unkomplizierte Bedienung gelegt.

## Ehemals unterstützte Plattformen

### Maemo / MeeGo
Anfangs war Firefox Mobile nur für die Nokia Internet Tablets N800 und N810 erhältlich. Im Februar 2009 wurde dann eine erste Alpha-Version für das HTC Touch Pro veröffentlicht.
Die erste stabile Version erschien am 28. Januar 2010 für das Smartphone N900. Der Einsatz auf den Tabletts N800 und N810 war ebenfalls möglich, wurde aber nicht empfohlen. In MeeGo, dem Nachfolger von Maemo, sollte Firefox Mobile der Standard-Browser für Smartphones werden.
Mozilla hat die Entwicklung für Maemo und MeeGo mittlerweile eingestellt, die letzte veröffentlichte Version war Firefox Mobile 7.

### Windows Mobile
Am 22. Februar 2010 wurde die vierte Alphaversion von Firefox für Windows Mobile (Fennec) veröffentlicht. Am 22. März 2010 wurde jedoch verkündet, dass die Entwicklung für Windows Mobile eingestellt werde. Begründet wurde dieser Schritt damit, dass Microsoft für Windows Phone 7, den Nachfolger von Windows Mobile, keine Werkzeuge zur Entwicklung nativer Applikationen zur Verfügung stelle.

## Andere Plattformen
Obwohl Firefox Mobile auf mobile Endgeräte abzielt, wurden anfangs regelmäßig Versionen für die Desktop-Betriebssysteme Linux, macOS und Windows veröffentlicht, um Entwicklern und Übersetzern ohne unterstütztes Mobilgerät die Entwicklung von Add-ons etc. zu ermöglichen. Die neueren Versionen müssen für diese Systeme selbständig kompiliert werden.

## Vorteile

### Android, iOS
Der Browser bringt einige Vorteile wie die Unterstützung von Add-ons, die für den PC erstellt worden sind, mit sich. Somit kann beispielsweise ein Adblocker benutzt werden oder andere Funktionen nachgerüstet werden. Das Blockieren von Werbeeinblendungen und Trackern reduziert die Ladezeiten der aufgerufenen Webseiten sowie den Verbrauch des mobilen Datenvolumens. Da Apple das Nutzen von Werbeblocker-Addons unterbindet, wurde von Mozilla für iOS-Geräte Firefox Klar entwickelt. Ab der Version 9.1 ist auch auf Apple-Geräten das Blocken von externen Trackern in privaten Tabs standardmäßig aktiviert.